# Tháp EDF
Tháp EDF (tiếng Pháp: Tour EDF) là một tòa nhà chọc trời của khu La Défense, Paris, Pháp. Đây là trụ sở của Công ty điện lực Pháp (Électricité de France - EDF).

## Kiến trúc
Được xây dựng từ năm 1997 đến năm 2001, tháp EDF có 41 tầng với chiều cao tổng cộng 165 m. Mặt bằng của tòa tháp có hình elíp với chiều dài tối đa 70 m và chiều rộng tối đa 32 m. Hình dáng tháp EDF đặc biệt nổi bật với phần lồi ra dạng mặt nón ở 26 tầng dưới mặt Bắc tòa nhà, nó làm cho đỉnh của tháp rộng hơn phần chân đế. Cửa chính của tòa nhà cũng được xây dựng dưới một vòm hình nón có đường kính 24 m.